# Futoshi Ikeda
Futoshi Ikeda (Tokio, 4 oktober 1970) is een voormalig Japans voetballer.

## Carrière
Futoshi Ikeda speelde tussen 1993 en 1996 voor Urawa Red Diamonds.